# Jonathan Castroviejo
Jonathan Castroviejo Nicolás (ur. 27 kwietnia 1987 w Getxo) – hiszpański kolarz szosowy.
Specjalizuje się w jeździe indywidualnej na czas.

## Najważniejsze zwycięstwa i sukcesy
2009
- 1. miejsce na 3. etapie Tour du Haut Anjou (ITT)
- 2. miejsce w Ronde de l’Isard
  - 1. miejsce na prologu
- 2. miejsce w Circuito Montańes
- 1. miejsce na 5. etapie Tour de l’Avenir

2010
- 1. miejsce na 3b etapie Vuelta a Asturias

2011
- 1. miejsce na prologu Tour de Romandie
- 1. miejsce na 1. etapie Vuelta a la Comunidad de Madrid
- 2. miejsce w mistrzostwach Hiszpanii (jazda ind. na czas)

2012
- 5. miejsce w Vuelta a Murcia
  -  1. miejsce w klasyfikacji punktowej
- 5. miejsce w Vuelta a Murcia
- 1. miejsce na 1. etapie Vuelta a la Comunidad de Madrid

2013
- 1. miejsce w mistrzostwach Hiszpanii (jazda ind. na czas)

2014
- 3. miejsce w mistrzostwach Hiszpanii (jazda ind. na czas)

2015
- 1. miejsce w mistrzostwach Hiszpanii (jazda ind. na czas)
- 3. miejsce w Tour du Poitou-Charentes
- 4. miejsce w mistrzostwach świata (jazda ind. na czas)
- 3. miejsce w mistrzostwach świata (jazda druż. na czas)

2016
- 4. miejsce na Igrzyskach Olimpijskich (jazda ind. na czas)
- 1. miejsce w mistrzostwach Europy (jazda ind. na czas)
- 3. miejsce w mistrzostwach świata (jazda ind. na czas)
- 2. miejsce w Chrono des Nations

2017
- 1. miejsce na 3. etapie Volta ao Algarve (jazda ind. na czas)
- 1. miejsce w mistrzostwach Hiszpanii (jazda ind. na czas)
- 2. miejsce w Tour du Poitou-Charentes
- 3. miejsce w Chrono des Nations

2018
- 1. miejsce w mistrzostwach Hiszpanii (jazda ind. na czas)
- 2. miejsce w mistrzostwach Europy (jazda ind. na czas)

2019
- 1. miejsce w mistrzostwach Hiszpanii (jazda ind. na czas)

2023
- 1. miejsce w mistrzostwach Hiszpanii (jazda ind. na czas)

## Rankingi
| Rok              | 2009 | 2010 | 2011 | 2012 | 2013 | 2014 | 2015 | 2016 | 2017 | 2018 | 2019 | 2020 | 2021 | 2022 | 2023 | 2024  |
| ---------------- | ---- | ---- | ---- | ---- | ---- | ---- | ---- | ---- | ---- | ---- | ---- | ---- | ---- | ---- | ---- | ----- |
| UCI World Tour   |      |      | 163. | 92.  | 186. | -    | 200. | 149. | 123. | 145. |      |      |      |      |      |       |
| World Ranking    |      |      |      |      |      |      |      | 93.  | 95.  | 173. | 507. | 438. | 813. | 681. | 227. | 1195. |
| UCI Europe Tour  | 137. |      |      |      |      |      |      | 186. | 63.  | 438. | 389. | 359. | 627. | 526. | -    | -     |
| UCI Asia Tour    | -    |      |      |      |      |      |      | 28.  | -    | -    |      |      |      |      |      |       |
| UCI America Tour | -    |      |      |      |      |      |      | 25.  | -    | -    |      |      |      |      |      |       |
|                  |      |      |      |      |      |      |      |      |      |      |      |      |      |      |      |       |
| Źródło: UCI      |      |      |      |      |      |      |      |      |      |      |      |      |      |      |      |       |